# Разин, Геннадий Викторович
Геннадий Викторович Разин (укр. Геннадій Вікторович Разін; род. 3 февраля 1978, Харьков) — украинский и российский хоккеист, защитник.

## Достижения
- Чемпион России в сезоне 2005/2006 в составе казанского «Ак Барса».
- Серебряный призёр чемпионата КХЛ в сезоне 2012/2013 в составе челябинского «Трактора».
- Бронзовый призёр чемпионата КХЛ в сезоне 2011/2012 в составе челябинского «Трактора».
- Обладатель Кубок Континента КХЛ в сезоне 2011/2012 в составе челябинского «Трактора».
- Обладатель Кубка Шпенглера 2008 в составе московского "Динамо". Попал в символическую сборную турнира того года.